# Número de Fermat
Em matemática, um número de Fermat é um número inteiro positivo da forma:
{\displaystyle F_{n}=2^{2^{n}}+1}
sendo {\displaystyle n} um número natural.
Pierre de Fermat lançou a conjectura, em uma carta escrita para Marin Mersenne, que estes números eram primos. Mas mais tarde, Leonard Euler provou que não era assim; para {\displaystyle n=5} , obtinha-se um número composto:
{\displaystyle F_{5}=2^{2^{5}}+1=2^{32}+1=4294967297=641\cdot 6700417\;}
Até hoje, apenas são conhecidos cinco números primos de Fermat; e não se sabe se há mais ou não:
{\displaystyle F_{0}=2^{2^{0}}+1=3}
{\displaystyle F_{1}=2^{2^{1}}+1=5}
{\displaystyle F_{2}=2^{2^{2}}+1=17}
{\displaystyle F_{3}=2^{2^{3}}+1=257}
{\displaystyle F_{4}=2^{2^{4}}+1=65537}
Os números de Fermat de ordem {\displaystyle 5} até {\displaystyle 32}, bem como, números enormes como {\displaystyle F_{23288}\,} e {\displaystyle F_{23471}\,} são comprovadamente compostos.

## Propriedades dos números de Fermat
- Um número de Fermat é igual ao produto de todos os anteriores mais 2.[1]

Prova por indução: Vale para {\displaystyle F_{1}}, pois {\displaystyle F_{1}=F_{0}+2(5=3+2)}. Agora, se ele vale para {\displaystyle F_{(n-1)}}, então ele vale para {\displaystyle F_{n}}:
| {\displaystyle F_{0}\cdot F_{1}\cdot \ldots \cdot F_{n-2}\cdot F_{n-1}+2=\left(F_{n-1}-2\right)\cdot F_{n-1}+2\,\!} |
| {\displaystyle =\left(2^{2^{n-1}}+1-2\right)\cdot \left(2^{2^{n-1}}+1\right)+2\,\!}                                 |
| {\displaystyle =\left(2^{2^{n-1}}-1\right)\cdot \left(2^{2^{n-1}}+1\right)+2\,\!}                                   |
| {\displaystyle =\left(2^{2^{n-1}}\right)^{2}-1+2=2^{2^{n}}+1=F_{n}\,\!}                                             |

- Todo número de Fermat composto {\displaystyle F_{n}=2^{2^{n}}+1\,} pode ser decomposto em fatores primos na forma {\displaystyle k\ 2^{n+1}+1\,}, com {\displaystyle k} inteiro positivo.[1]
- Pode-se provar que dois números de Fermat distintos são primos entre si.
- Se {\displaystyle F_{n}} é um número primo, então o polígono regular de {\displaystyle F_{n}} lados pode ser construído com régua e compasso.[1]

## Primalidade dos números de Fermat
Números de Fermat e primos de Fermat foram estudadas pela primeira vez por Pierre de Fermat, que conjecturado (mas admitiu que não poderia provar) que todos os números de Fermat são primos. De fato, os primeiros cinco números de Fermat {\displaystyle F_{0},\cdot \cdot \cdot ,F_{4}} são primos. No entanto, esta conjectura foi refutada por Leonhard Euler em 1732, quando ele mostrou que
{\displaystyle F_{5}=2^{2^{5}}+1=2^{32}+1=4294967297=641\times 6700417.\;}
Euler provou que todo o elemento de {\displaystyle F_{n}} deve ter a forma que {\displaystyle k2^{n+1}+1} (depois melhorou para {\displaystyle k2^{n+2}+1} por Lucas).
O fato de que 641 é um fator de {\displaystyle F_{5}} pode ser facilmente deduzido a partir das igualdades {\displaystyle 641=2^{7}*5+1} e {\displaystyle 641=2^{4}+5^{4}}. Segue-se a partir da primeira igualdade que {\displaystyle 2^{7}*5\equiv -1{\pmod {641}}} e, portanto, (elevar à quarta potência) que {\displaystyle 2^{28}*5^{4}\equiv 1{\pmod {641}}}. Por outro lado, a segunda igualdade implica que {\displaystyle 5^{4}\equiv -2^{4}{\pmod {641}}}. Estes congruências implica que {\displaystyle -2^{32}\equiv 1{\pmod {641}}}.
Acredita-se que Fermat estava ciente da forma de os fatores mais tarde comprovadas por Euler, por isso parece curioso porque ele não conseguiu acompanhar, através de cálculo simples para encontrar o fator. Uma explicação comum é que Fermat cometeu um erro computacional e estava tão convencido da justeza da sua afirmação de que ele não conseguiu verificar novamente seu trabalho.
Não existem outros números primos de Fermat conhecidos {\displaystyle F_{n}} com {\displaystyle n>4}. No entanto, pouco se sabe sobre os números de Fermat com maiores que {\displaystyle n}. Na verdade, cada um dos seguintes é um problema em aberto:
- É {\displaystyle F_{n}} composto para todos {\displaystyle n>4} ?
- Existem infinitos números primos de Fermat ? (Eisenstein 1844)[5]
- Existem infinitos números de Fermat compostos ?

Desde 2014 sabe-se que {\displaystyle F_{n}} é composto por {\displaystyle 5\leq n\leq 32}, embora as fatorizações completas de {\displaystyle F_{n}} são conhecidas apenas para {\displaystyle 0\leq n\leq 11}, e não há fatores conhecidos para {\displaystyle n=20} e {\displaystyle n=24}. O maior número Fermat conhecido por ser composto é {\displaystyle F_{3329780}}, e suas fator primo {\displaystyle 193*2^{3.329.782}+1}, um Megaprimo, foi descoberto pela colaboração PrimeGrid em julho de 2014.

### Argumentos heurísticos para a densidade
O seguinte argumento heurístico sugere que há apenas alguns números primos finito de Fermat: de acordo com o teorema de número primo, a "probabilidade" de que um número {\displaystyle n} ser primo é, no máximo,{\displaystyle {\frac {A}{\ln {n}}}}, em que {\displaystyle A} é uma constante fixa. Portanto, o número esperado máximo de números primos Fermat é
{\displaystyle {\begin{aligned}A\sum _{n=0}^{\infty }{\frac {1}{\ln F_{n}}}&={\frac {A}{\ln 2}}\sum _{n=0}^{\infty }{\frac {1}{\log _{2}(2^{2^{n}}+1)}}\\&<{\frac {A}{\ln 2}}\sum _{n=0}^{\infty }2^{-n}\\&={\frac {2A}{\ln 2}}.\end{aligned}}}
Ressalte-se que este argumento é de nenhuma maneira uma prova rigorosa. Por um lado, o argumento pressupõe que os números de Fermat se comportam "de forma aleatória", mas já vimos que os fatores de números de Fermat tem propriedades especiais.
Se (mais sofisticada) consideramos o condicional probabilidade de que {\displaystyle n} é primo, uma vez que sabemos todos os seus fatores primos excedem {\displaystyle B}, como a mais {\displaystyle A{\frac {\ln {B}}{\ln {n}}}}, em seguida, usando o teorema de Euler que o fator menos nobre de {\displaystyle F_{n}} excede {\displaystyle 2^{n+1}}, encontraríamos vez
{\displaystyle {\begin{aligned}A\sum _{n=0}^{\infty }{\frac {\ln 2^{n+1}}{\ln F_{n}}}&=A\sum _{n=0}^{\infty }{\frac {\log _{2}2^{n+1}}{\log _{2}(2^{2^{n}}+1)}}\\&<A\sum _{n=0}^{\infty }(n+1)2^{-n}\\&=4A.\end{aligned}}}
Embora tais argumentos geram a crença de que há apenas alguns números primos de Fermat finito, também se pode produzir argumentos para a conclusão oposta. Suponha que nós consideramos a probabilidade condicional de que {\displaystyle n} seja primo, uma vez que sabemos todos os seus fatores primos são {\displaystyle 1} modulo {\displaystyle M}, como, pelo menos, {\displaystyle {\frac {CM}{\ln {n}}}}. Em seguida, usando o resultado de Euler que {\displaystyle M=2^{n+1}} veremos que o número total esperado de números primos de Fermat seja pelo menos,
{\displaystyle {\begin{aligned}C\sum _{n=0}^{\infty }{\frac {2^{n+1}}{\ln F_{n}}}&={\frac {C}{\ln 2}}\sum _{n=0}^{\infty }{\frac {2^{n+1}}{\log _{2}(2^{2^{n}}+1)}}\\&>{\frac {C}{\ln 2}}\sum _{n=0}^{\infty }1\\&=\infty ,\end{aligned}}}
e na verdade este argumento prevê que um assintoticamente fração constante dos números de Fermat são primos.

### Condições equivalentes de primalidade
Há uma série de condições que são equivalentes para a primalidade de {\displaystyle F_{n}}.
- Teorema de Proth (1878)—Permite que {\displaystyle N=k2^{m}+1} com o antigo {\displaystyle k<2^{m}}. Se houver um número inteiro {\displaystyle a} tal que

{\displaystyle a^{\frac {N-1}{2}}\equiv -1{\pmod {N}}\!}
Tal que {\displaystyle N} seja primo. Por outro lado, se a congruência acima não ter, e além
{\displaystyle \left({\frac {a}{N}}\right)=-1\!} (Veja Símbolo de Jacobi)
Tal que {\displaystyle N} seja composto. Se {\displaystyle N=F_{n}>3},
em seguida, o símbolo de Jacobi acima é sempre igual a {\displaystyle -1} para {\displaystyle a=3}, e neste caso especial do teorema de Proth é conhecido como teste de Pépin. Embora o teste de Pépin e teorema de Proth foram implementados em computadores para provar o grau de composição de alguns números de Fermat, nem o teste dá um fator não trivial específico. Na verdade, não existe fatores primos específicos conhecidos por {\displaystyle n=20} e {\displaystyle 24}.
- Permite que {\displaystyle n\geq 3} seja um inteiro positivo anterior. Tal que {\displaystyle n} seja um número primo de Fermat se e apenas se a cada {\displaystyle a} co-primo {\displaystyle n,~a} seja um módulo de raiz primitiva {\displaystyle n} se e somente se {\displaystyle a} for um módulo resíduo não quadrático de {\displaystyle n}.

- O número de Fermat {\displaystyle F_{n}>3} é primo se e apenas se puder ser escrito unicamente como uma soma de dois quadrado diferentes de zero, mais conhecido

{\displaystyle F_{n}=\left(2^{2^{n-1}}\right)^{2}+1^{2}.\!}
Quando {\displaystyle F_{n}=x^{2}+y^{2}} não é da forma acima indicada, um factor adequado é:
{\displaystyle {MDC}(x+2^{2^{n-1}}y,F_{n}).\!} (Veja Máximo divisor comum)
{\displaystyle Exemplo1:F_{5}=62264^{2}+20449^{2}}, assim um factor adequado é
{\displaystyle {MDC}(62264\,+\,2^{2^{4}}\times 20449,\,F_{5})=641.\!}
{\displaystyle Exemplo2:F_{6}=4046803256^{2}+1438793759^{2}}, assim um factor adequado é
{\displaystyle {MDC}(4046803256\,+\,2^{2^{5}}\times 1438793759,\,F_{6})=274177.\!}

## Problemas em aberto
Eis algumas questões em aberto a respeito dos números de Fermat:
- Serão finitos os números primos de Fermat?[1]
- Se são finitos, quantos são?
- Se são infinitos, serão os números compostos de Fermat finitos?
- Serão todos os números de Fermat inteiros sem fator quadrático?